# Nea Salamis Famagusta FC
Nea Salamis Famagusta FC (tudi Nea Salamina Famagusta FC; grško Νέα Σαλαμίνα Αμμοχώστου) je profesionalni nogometni klub iz ciprskega Ammochostosa (oziroma Famaguste). Od turške invazije in zasedbe severnega dela Cipra leta 1974 je begunski klub, začasno nastanjen v Larnaki.
Največja klubska uspeha sta osvojitev Ciprskega pokala in Ciprskega superpokala. Najvišja uvrstitev v Ciprski prvi ligi je tretje mesto. V prvih petih letih (1948–1953) je klub sodeloval v tekmovanjih Ciprske amaterske nogometne zveze. Leta 1953 se je klub pridružil Ciprski nogometni zvezi (CFA), v okviru katere redno sodeluje v prvenstvenih in pokalnih tekmovanjih. Klub ima za seboj več kot 50 sezon prvoligaških nastopov.
Klub je prvič sodeloval na evropskem tekmovanju leta 1990 v Pokalu državnih prvakov, pozneje pa še v Pokalu Intertoto leta 1995, Pokalu Intertoto leta 1997 in Pokalu Intertoto leta 2000.
Klub je del športnega kluba Nea Salamina Famagusta, ki je bil ustanovljen leta 1948; znotraj starševskega kluba deluje še moški odbojkarski klub.